# 谭宗亮
譚宗亮（1971年10月19日—），山東濰坊人，中國男子射擊運動員。

## 生涯
譚宗亮完於中學時期開始接觸射擊運動，當時為初二的他於濰坊體育業餘學校在劉志強教練下接受訓練。3年後，即1988年，他以16歲之年入選山東射擊隊，其教練為鄭偉光。隨後直到1993年，他入選國家隊。至今，他於國家隊中共遇過三位教練，包括張恒、前山東隊教練鄭偉光和「六朝元老」王義夫。
雖然譚宗亮在1993年時已經入選國家隊，但當時中國隊人才眾多，例如王義夫、徐丹等，因此，他在1999年前一直未有贏得過世界大賽的錦標。後來2000年悉尼奧運射擊熱身賽中，譚才於男子個人氣手槍小項勝出，事實上，他也曾於1999年奪得過世界冠軍，但這冠軍是世錦賽中的男子團體自選手槍慢射小項，而非個人小項。2000年，他在馬來西亞的亞洲錦標賽中與隊友在男子團體氣手槍小項奪冠，並打破了當時的世界紀錄。
而於2002年，譚宗亮先後奪得7個冠軍，分別是世錦賽的男子個人和團體自選手槍慢射小項冠軍，世界盃美國站氣手槍冠軍、世界盃總決賽自選手槍慢射冠軍、釜山亞運會射擊項目的男子個人與團體氣手槍小項的金牌。
翌年，譚宗亮於德國的世界盃再奪男子個人氣手槍小項的冠軍，又於亞非運動會中的男子個人氣手槍小項，打破了全國紀錄。2006年，他於克羅地亞的世界射擊錦標賽的男子個人自選手槍慢射小項贏得冠軍。在12月2日的多哈亞運射擊項目的男子團體10米氣手槍小項，譚與龐偉和林忠仔組合，於決賽中以1744環奪得中國於該屆亞運的第16面金牌。次天，譚在男子個人50米手槍小項再下一城，奪得他的第二面多哈亞運的金牌。12月5日，他取得第三面金牌，當時他和徐坤、庞伟在男子團體50米手槍小項以1682環得第一。
在國內方面，譚宗亮在1995年時的全國賽中曾奪得冠軍，並以591環創出了新紀錄。而於年前的七運會中，23歲的他曾為山東隊摘下金牌。十運會熱身賽中，他先後贏得男子個人手槍及個人自選手槍慢射小項冠軍，是這次熱身賽唯一一位的「雙冠軍」得主。10月17日的十運會射擊射擊項目男子個人10米氣手槍小項，譚宗亮靠685.4環奪得金牌，這面金牌是他於全運會的第二次金牌，距離了11年多。
在2008年北京奥运会50米手枪慢射比赛中，第四次参加奥运会的谭宗亮在资格赛中打出565环名列第一，最终在决赛中以659.5环的总成绩夺得了该项目的铜牌。但是在随后的兴奋剂检查中，获得第二名的朝鲜选手金荣洙被查出使用了违禁药物而被取消了参赛资格。所以在男子50米手枪比赛中，谭宗亮最后获得了银牌。
2012年，谭宗亮代表中国出戰英國倫敦舉行的奥林匹克运动会射擊比賽男子50米手槍賽事。